# Euodia hylandii
Euodia hylandii är en vinruteväxtart som beskrevs av Thomas Gordon Hartley. Euodia hylandii ingår i släktet Euodia och familjen vinruteväxter. Inga underarter finns listade i Catalogue of Life.